# Vingleia fyr
Vingleia fyr ligger på Skarvflesan nord for Frøya i Sør-Trøndelag fylke i Norge. Navnet er formentlig afledt af begrebet «leia (sted) som er udsat for vind» .
Fyret blev oprettet i 1921, og er en del av fyrkæden i ørækken ud for Frøya, med Sula fyr i syd, derefter Vingleia fyr, Finnvær fyr og længst mod nord Halten fyr.
Selve fyret blev flyttet få meter til et nybygget tårn i støbejern i 1985, og den gamle fyrbygning udlejes i dag som overnatningssted i sommerhalvåret.